# Imbanagara
Imbanagara is een bestuurslaag in het regentschap Ciamis van de provincie West-Java, Indonesië. Imbanagara telt 6399 inwoners (volkstelling 2010).